# Hilda Inés Zagaglia
Hilda Inés Zagaglia (nacida el 14 de septiembre de 1950 en la ciudad de Alta Gracia, provincia de Córdoba, Argentina) es una artista plástica e investigadora argentina. Autodefinida como barroca contemporánea, su obra se caracteriza por un fuerte compromiso social y ambiental.

## Breve biografía
Zagaglia nació y desarrolló toda su carrera profesional en la ciudad de Alta Gracia, en el centro de Argentina. 
Se graduó en 1984 con mención de honor como Licenciada en Pintura en la Escuela de Artes de la Facultad de Filosofía y Humanidades de la Universidad Nacional de Córdoba.
Desde 1980 hasta la actualidad participó en más de un centenar de muestras individuales y colectivas, tanto a nivel local, nacional e internacional, como en el Museo Nacional de la Estancia Jesuítica de Alta Gracia, el Instituto Italiano de Cultura de Córdoba, el Museo Terry en Tilcara (Jujuy), Centro Cultural Recoleta (Buenos Aires), el foyer del Auditorio Juan Victoria (San Juan), la Bienal Internacional de Arte Contemporánea de Florencia (Italia), la Trienal de Arte Contemporánea de París (Francia), la galería de arte Taipinquirí y la Casa Municipal de Culturas (Bolivia), entre muchas otras. Ha sido invitada a numerosos eventos, entre ellos a la IV Bienal de La Habana en 1991. Su obra, además ha sido presentada en Latinoamérica, Estados Unidos y Europa.
Actualmente, integra el grupo Córdoba Ruta del Esclavo, ámbito interdisciplinario en el que como artista atiende a la invisibilización de quienes fueron traídos a nuestras tierras desde África. Con esta perspectiva ha realizado exposiciones y performances en varias estancias jesuíticas de la provincia de Córdoba e intervenciones en torno a la cultura y el legado afro. Dichas obras generaron importantes cambios educativos y culturales que impactaron fuertemente en la comunidad. Ha creado y dirige dos colectivos referidos a la actividad performática y educativa: “Colectivo 8 de noviembre María Remedios del Valle” y “Colectivo La Negrada”. Como activista contra los maíces transgénicos presentó muestras e intervenciones en la defensa de los maíces americanos y en contra del desmonte. 
Su obra ha sido incorporada a numerosos trabajos de críticos e historiadores del arte.

## Distinciones y premios
En cuarenta años de actividad plástica, algunas de sus exposiciones fueron declaradas de interés en su ciudad natal y en la provincia de Córdoba. Sus obras fueron premiados en distintas oportunidades a nivel nacional e internacional. Recibió en el año 2002 el reconocimiento en pintura por ARTEC (Asociación por “Le Rayonnement des Ars y Miembros de L'Académie de Beaux Arts” - Trienal de Arte Contemporáneo de París). En el año 2005 fue distinguida como Mujer Destacada en Actividad Cultural y, en 2018, el de Artista Destacada, ambos por la Municipalidad de Alta Gracia. El 8 de marzo de 2021 fue distinguida por su trayectoria en las Artes Visuales por el Museo Nacional de la Estancia Jesuítica de Alta Gracia.